# Dům U tří králů (Celetná)
Dům U tří králů, někdy zvaný Pikhartovský nebo U tří královen, se nachází na Starém Městě v Praze v Celetné ulici č. 3 (čp. 602/I)). Stojí mezi Týnskou farou a domem U blého jednorožce. Jeho dvůr přiléhá k jižní obvodové zdi Týnského chrámu.
Od roku 1958 je chráněn jako kulturní památka České republiky.

## Historie

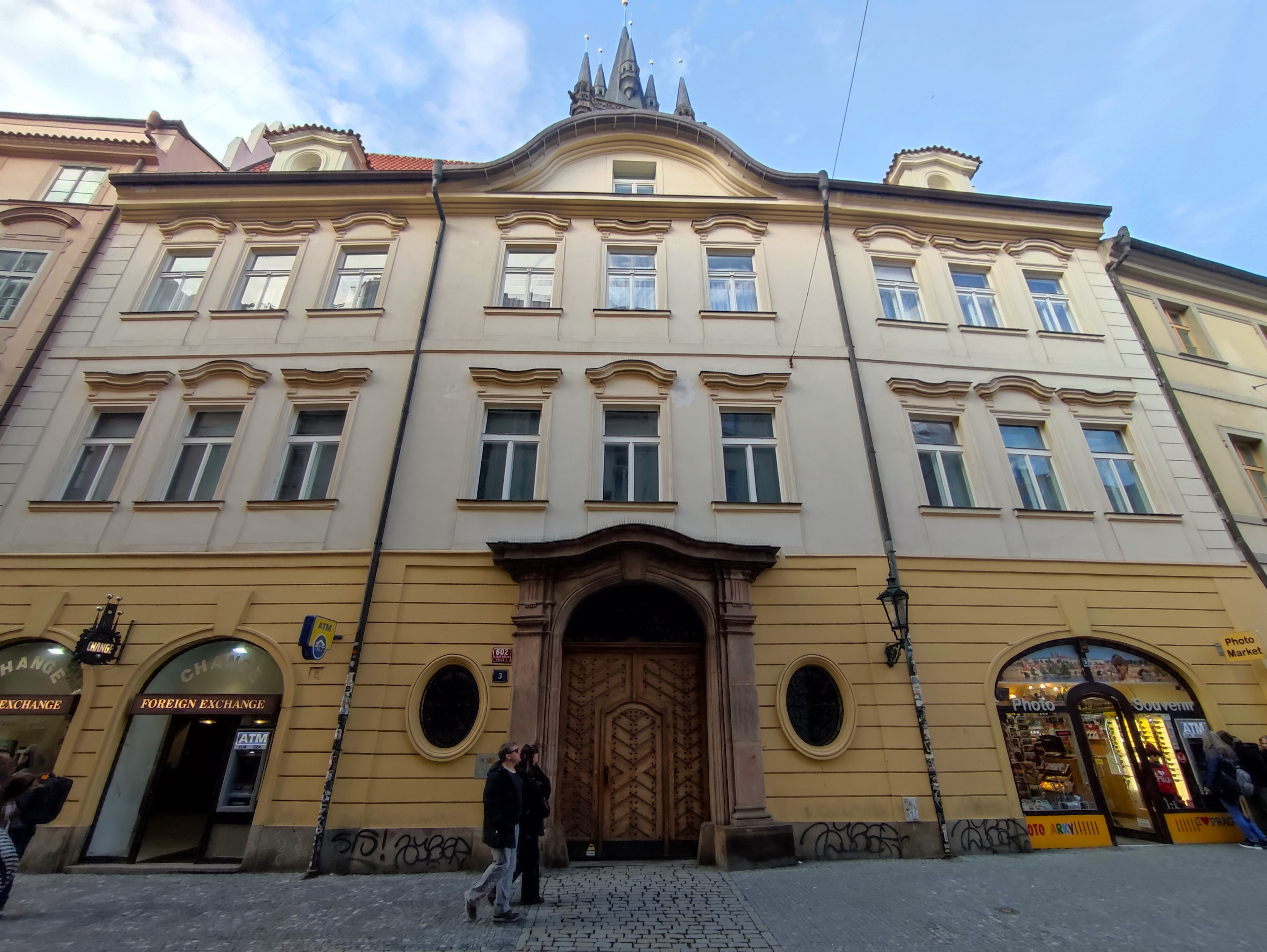
Průčelí domu s věží Týnského chrámu

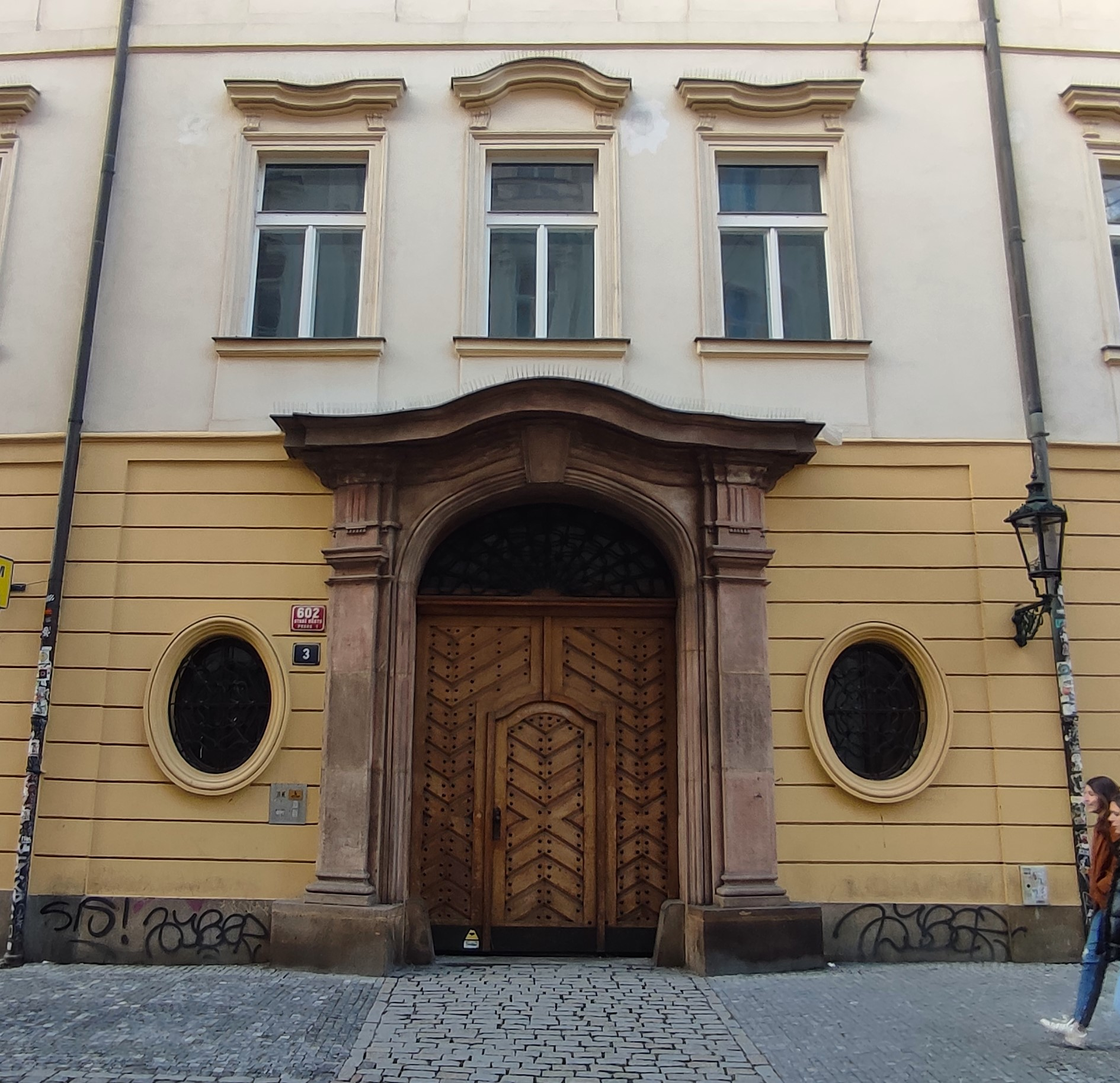
Portál domu

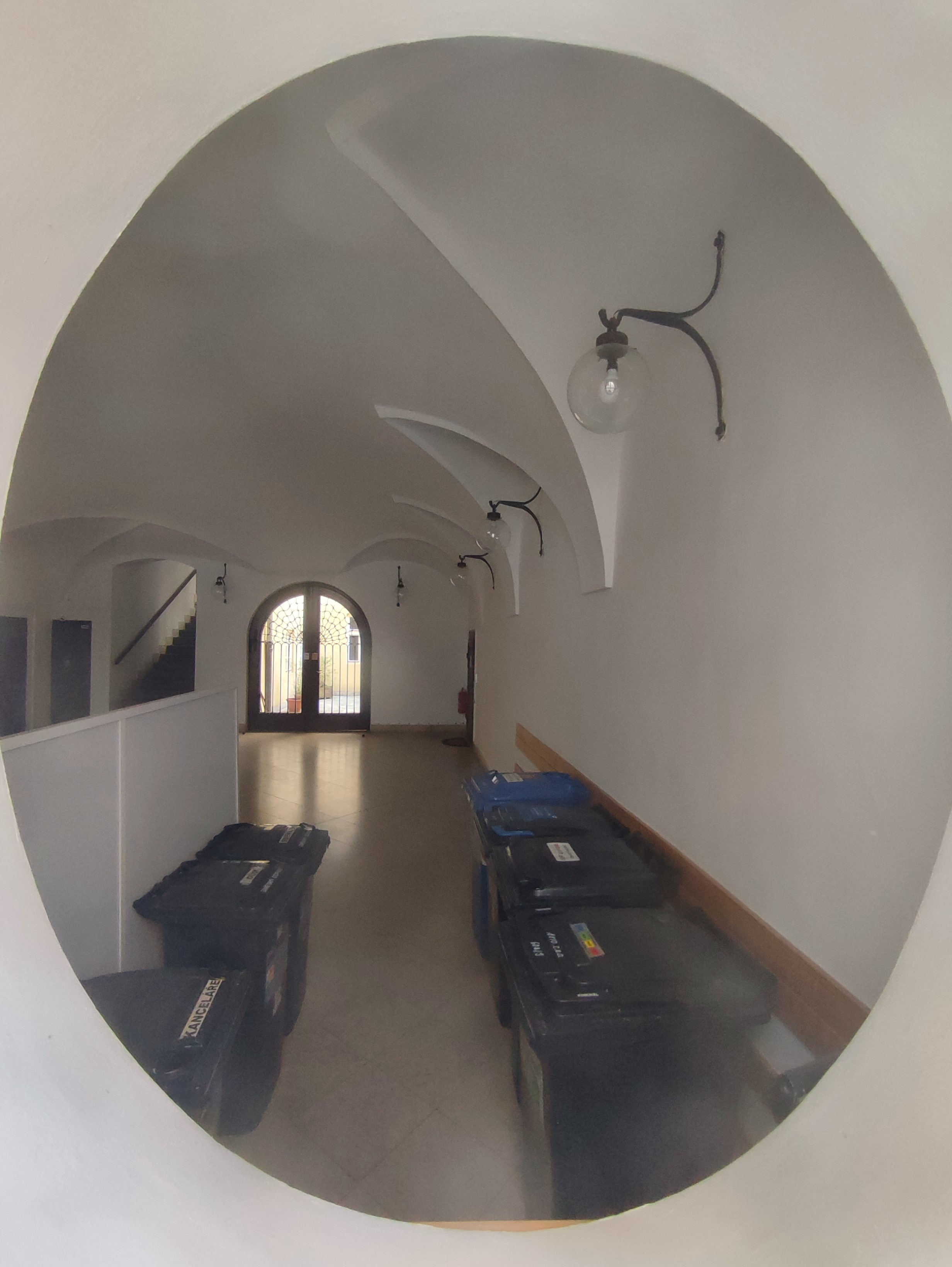
Pohled oknem do průjezdu

Podle dvou dochovaných románsko-gotických sklepů s valenými klenbami a jednoho portálku s hrotitým ostěním sahá historie domu do 13. a 14. století. Sklepy byly propojeny s podzemím Týnského chrámu a podle pověstí měly procházet pod kostelem až do domů na Staroměstském náměstí.
První písemná zmínka pochází z roku 1365, kdy dům vlastnil Henslin Parvus. V letech 1393-1407 se již další majitel Henslin Castner uvádí v domě U tří králů (Ad tres reges) a prodejní cena 150 kop grošů z roku 1429 dosvědčuje, že to byl dům velmi honosný.
Na přelomu 16. a 17. století byl renesančně upraven.
Další úpravy byly barokní. V letech 1710-1711 dům zakoupili Šporkové. Tehdy byl již třítraktový dům (se dvěma dvorními křídly, uzavřenými obvodovou stěnou Týnského chrámu) a prošel úpravami dvorních traktů, parteru i vstupního portálu (který byl rekonstruován v roce 1987). Václav Špork roku 1769 dům prodal Norbertu Dohalskému z Dohalic a jeho manželce Eleonoře z Trauttmannsdorfu, kteří se domohli velkého jmění.
Ve druhé polovině 20. století v přízemí sídlila vyhlášená dietní restaurace Vegetárka.  Po jejím zrušení byl dosavadní průjezd zrušen.

### Literatutra
- Františerk Ruth, Kronika královské Prahy a obcí sousedních I. Pavel Körber Praha 1903, s. 99-100
- Pavel Vlček a kolektiv: Umělecké památky Prahy – Staré Město a Josefov, Academia, Praha 1996, ISBN 80-200-0563-3, s. 402-403